# سهیل مستجابیان
سهیل مستجابیان (زادهٔ ۲۹ اردیبهشت ۱۳۶۱) بازیگر ایرانی است.

## زندگی‌نامه
سهیل مستجابیان در۲۹اردیبهشت ۱۳۶۱ (طبق پست اینستاگرامی ایشان) در یک خانواده چهار نفری در شیراز متولد گردید و تنها یک خواهر دارد که در کالیفرنیا دندانپزشک است، او عمده سال‌های کودکی و نوجوانیش را در خارج از کشور سپری کرده‌است. مستجابیان فارغ‌التحصیل کارشناسی رشته متالوژی است اما شغل اصلی‌اش دکوراسیون داخلی است.

## حرفه
مستجابیان از سال ۱۳۸۰ زمانی که ۱۹ ساله بود با دوستانش در شیراز گروه هنری میتوس را که پایه‌اش تئاتر بود راه اندازی کردند. اما عمده شهرت‌اش با اجرای دابسمش شکل گرفت. مستجابیان بازیگری در سینما را برای اولین بار در فیلم سینمایی بی‌حسی موضعی به کارگردانی حسین مهکام در سال ۱۳۹۷ تجربه کرد و او همچنین در جوکر نیز بازی کرده است.

## جوایز
سهیل مستجابیان سال ۱۳۸۴ با نمایشی به نام اتوپیای مشکوک جایزهٔ اول بازیگری تئاتر استان فارس را دریافت کرد. سال ۱۳۸۷ نیز برای بازی در تئاتر بگرد تا بگردم در جشنوارهٔ دانشجویی، جایزهٔ دوم بازیگریِ کشور به‌صورت مشترک به او و نوید محمدزاده تعلق گرفت و جایزهٔ اول بازیگریِ نیز به هوتن شکیبا اهداء گردید.

## آثار

### سینمایی
- عینک قرمز
- بی‌حسی موضعی
- احمد به تنهایی
- پاسپورت[۳]

### سریال
- سووشون
- جوکر[۴]
- نوار زرد[۵]
- مهمونی به عنوان صداپیشه
- نفرین شدگان به عنوان صداپیشه